# Edegem
Edegem est une commune néerlandophone de Belgique située en Région flamande dans la province d'Anvers.

## Hameaux
- Elsdonk
- Molenveld
- Buizegem

## Héraldique
|  | La commune possède des armoiries qui lui ont été octroyées le 1er septembre 1932 et confirmées le 16 février 1993. Elles proviennent des armoiries de la famille De Fiennes, comtes de Chaumont. Le domaine d'Edegem a été acquis par Charles de Fiennes le 16 novembre 1652. Sa famille le posséda pendant un certain temps, mais au XVIIIe siècle, il fut vendu à d'autres familles. Néanmoins, le seul sceau connu du conseil municipal d'Edegem, datant de 1748, montre encore les armoiries de Fiennes. Cela indiquait que les armoiries étaient utilisées comme des armoiries de la propriété et non plus uniquement de la famille. Par conséquent, le conseil local a demandé ces armoiries en 1931. Les armoiries sont également utilisées par le village de Fiennes en France. Blasonnement : D'argent, au lion de sable, armé et lampassé de gueules. Source du blasonnement : Heraldy of the World. |

## Démographie

### Évolution démographique
- Source : DGS - Remarque: 1806 jusqu'à 1981=recensement; depuis 1990=nombre d'habitants chaque 1er janvier[2]

## Patrimoine
- Château Hof Ter Linden

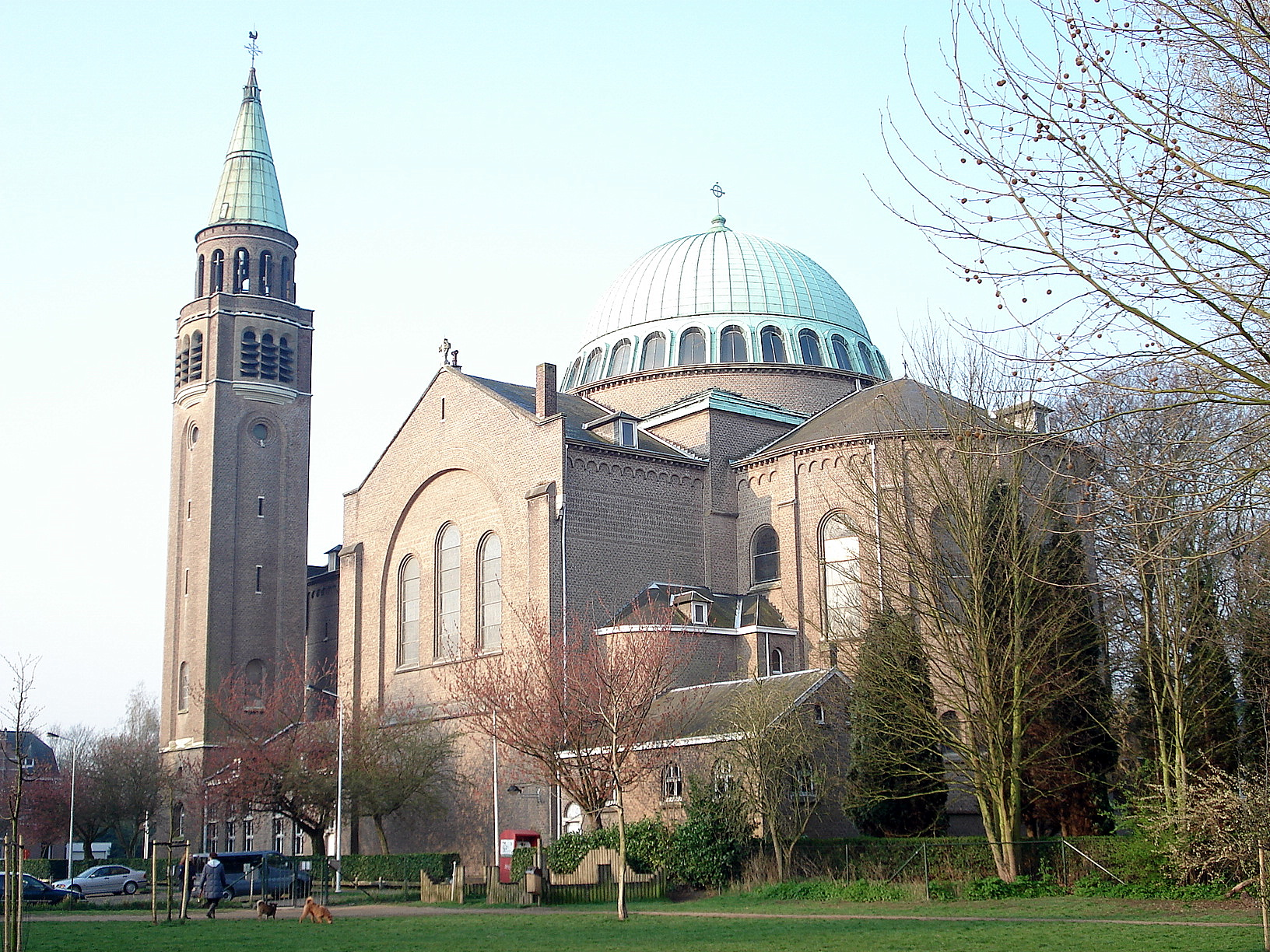
Basilique néo-byzantine Notre-Dame-de-Lourdes (1933).

- Basilique Notre-Dame-de-Lourdes, édifice religieux catholique.

## Personnalités
- François-Xavier de Donnea, homme politique
- Peter De Keyzer, économiste
- Frans De Prycker (1928-1998), coureur cycliste mort à Edegem
- Marie Gevers, écrivaine
- Kevin Leyers (DJ Rebel)
- Sam Maes, skieur alpin, dont c'est la première saison en Coupe du Monde.
- Netsky, DJ de drum and bass
- Serge Pauwels, coureur cycliste
- Leo Tindemans, bourgmestre de 1965 à 1973
- Paul Willems